# Jakob Magirus
Jakob Magirus oder Jacob Magerius (* 12. Oktober 1562 in Stuttgart oder 26. März 1564 in Vaihingen an der Enz; † 2. Juni 1624 in Lorch) war ein deutscher  evangelischer Geistlicher und Kirchenlieddichter.

## Leben
Magirus war Sohn des Geistlichen Johannes Magirus, der den Familiennamen Koch gegen die griechische Übersetzung Magirus tauschte und eine württembergische Gelehrtenfamilie begründete. Jakob Magirus besuchte das Stuttgarter Pädagogium, und wurde am 4. Mai 1580 an der Universität Tübingen immatrikuliert. Seine Aufnahme als Stipendiat am Tübinger Stift erfolgte am 11. April 1580. Den Bakkalaureusgrad erlangte er am 26. September 1581, den Magistergrad am 14. August 1582. Von 1586 bis 1590 wirkte er als Repetent am Tübinger Stift.
Im Januar 1588 wurde er Diakon in Bietigheim. Als solcher wechselte er 1590 an die Stiftskirche Stuttgart, an der er 1592 zum Oberdiakon avancierte. Als Spezialsuperintendent wurde er 1595 nach Markgröningen berufen, bevor er von 1602 bis zu seinem Tod 1624 das Amt des Abts im Kloster Lorch innehatte.
Magirus heiratete 1588 Hedwig Andreae (1571–1614), die Tochter des Reformators Jakob Andreae. Der Tübinger Rechtswissenschaftler David Magirus war sein Bruder.

## Werke (Auswahl)
Magirus wirkte als Kirchenlieddichter. Bekannt wurde unter anderem das Lied Mein Herz dichtet ein feines Lied, freut sich im Herrn und wird nicht müd. Insgesamt drei seiner Lieder wurden in das Stuttgarter Gesangbuch von 1656 aufgenommen. Auch veröffentlichte er Ettliche christliche Gebett und Dancksagung in hochbeschwehrlichen Nöten und Anfechtungen, das 1621 in zweiter Auflage erschien.